# Retz

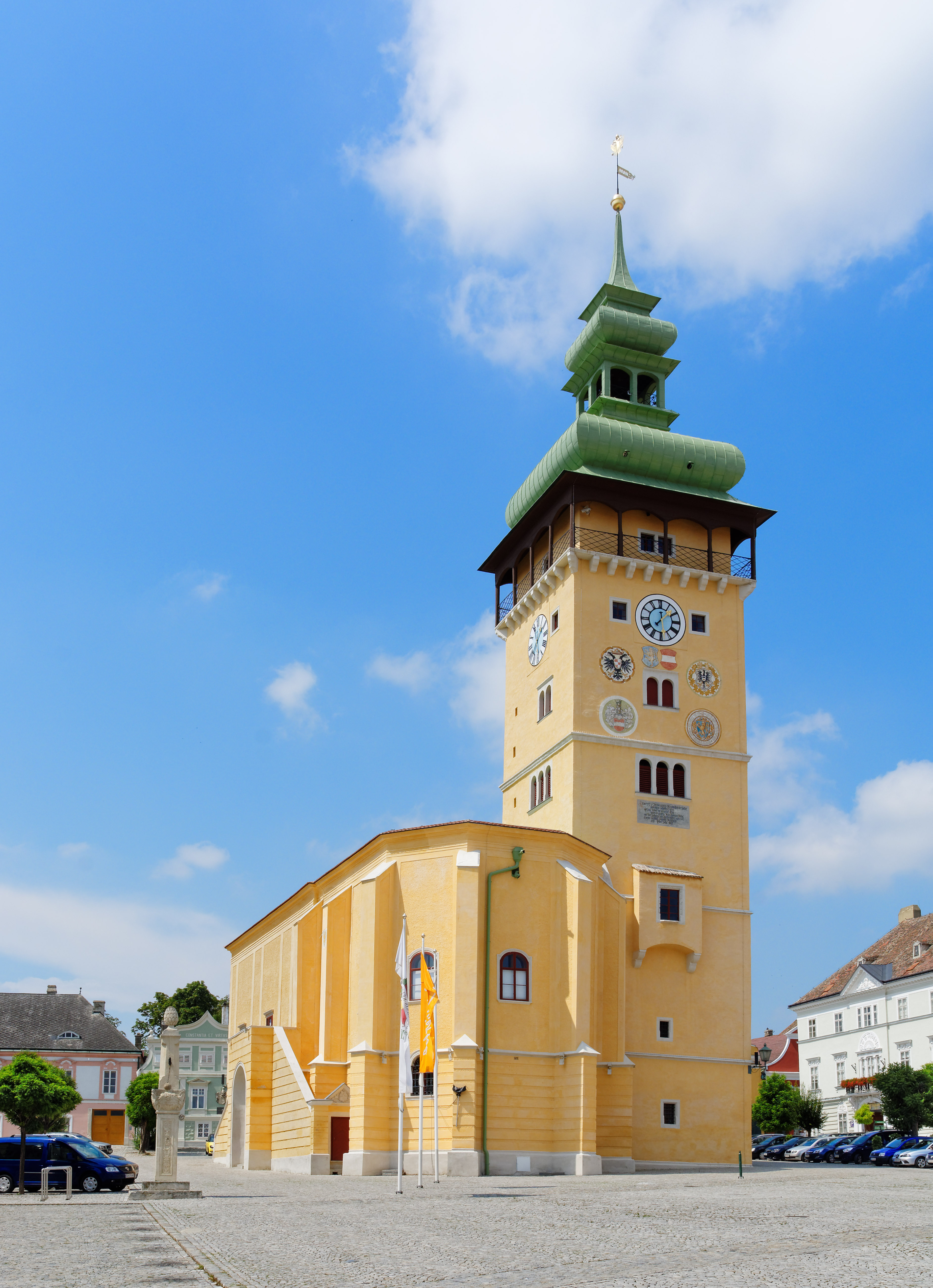
Det gamla rådhuset.

Retz är en stadskommun i distriktet Hollabrunn i förbundslandet Niederösterreich i Österrike. Kommunen har 4 253 invånare (2024), varav 2 436 bor i centralorten Retz. Staden är belägen cirka 25 kilometer norr om distriktshuvudorten Hollabrunn nära gränsen mot Tjeckien.

## Historia
Retz omnämndes för första gången år 1180. Söder om den gamla bosättningen lät greve Berthold av Rabenswalde planmässigt anlägga en befäst stad när han flyttade till Retz på 1270-talet. Han grundade även Dominikanklostret.
1425 erövrades staden av hussiterna och skövlades. Ytterligare ett hussitanfall ägde rum 1431. Efter återuppbyggnaden erövrades staden av den ungerska kungen Matthias Corvinus 1486. Området tillhörde hans maktområde de närmaste sex åren. Under den här tiden fick Retz sina vinhandelsprivilegier som lade grunden för stadens ekonomiska uppsving.
På 1600-talet drabbades staden av det trettioåriga kriget och pesten.

## Orter
Kommunen består av sex orter (Ortschaften) (inom parentes invånarantal 1 januari 2024):
- Hofern (69)
- Kleinhöflein (285)
- Kleinriedenthal (164)
- Obernalb (540)
- Retz (2 436)
- Unternalb (759)

## Stadsbild och sevärdheter
Det stora torget är omgivet av mestadels barocka borgarhus som bevarar portaler, passager och gårdar från 1400- och 1500-talen. Mitt på torget står rådhuset och stadstornet. Där finns även brunnar, skampåle och pestkolonn. Stadskyrkan är idag barock, men Dominikanerkyrkan som tillhör klostret är gotisk (från slutet av 1200-talet). Staden är omgiven av en väl behållen stadsbefästning med torn och två stadsportar.

### Museer
- Retz museum, hembygdsmuseum
- Cykelmuseum vid slottet Gatterburg
- Retzer Erlebniskeller, en av Europas största vinkällare.

## Näringsliv
Retz är traditionellt en vin- och handelsstad. Det finns 315 lantbruksföretag i kommunen mot 206 företag inom produktions- och tjänstesektorn.

## Kommunikationer
Retz är belägen vid Nordvästbanan. Vid Retz korsar varandra vägarna B30 (Guntersdorf-Schrems) och B35 (Krems – Retz).

## Vänorter
- Rötz, Tyskland
- Hainburg, Tyskland
- Znojmo, Tjeckien